# Заповідник Ореляк
Ореляк (болг. Ореляк) — природний заповідник у центральній частині гірського хребта Пірин на південному заході Болгарії. Розташований у Гоце Дечев, Благоєвградської області. 22 лютого 1985 року було оголошено про захист старих букових лісів — околиць гори Ореляк (2099 м), найвищої вершини Центрального Пірину. Охоплює територію площею 757 га.

## Географія
Межа заповідника йде за головним гірським хребтом на північ від гори Орелайк; сам хребет знаходиться в буферній зоні заповідника. Найсхідніша ділянка знаходиться в долині річки Лажничка, притоки річки Марево. Заповідник розташований на висоті від 900 м до 1800 м. Основа скелі складаються з мармуру. Клімат середземноморський і альпійський на більшій висоті.

## Флора
Ліси бука лісового мають найважливіше значення для збереження. Їхній середній вік понад 150 років і, незважаючи на старість, ліси залишилися надзвичайно щільними. У нижній частині заповідника букові ліси були замінені іншими листяними деревами, такими як європейський хмелеграб і ясен білоцвітий. На західних ділянках висотою близько 1700 м є також невеликі ділянки румелійської сосни.
Заповідник є батьківщиною ряду болгарських і балканських ендемічних трав'янистих видів, включаючи Sideritis scardica, Draba scardica, Achillea chrysocoma, Saxifraga ferdinandi-coburgi, Viola grisebachiana, Polygala rhodopaea, Arabis ferdinandi-coburgii, Thymus perinicus та інші.

## Фауна
Незважаючи на невелику територію заповідника, фауна різноманітна. Типові тварини включають бурого ведмедя, вовка, лисицю, дику свиню, сарну європейську, грецьку жабу, вогняну саламандру та інших.